# Austrian International 2021
Die Austrian International 2021 (auch Austrian Open 2021) fanden vom 27. bis zum 30. Mai 2021 in Graz statt. Es war die 50. Austragung dieser offenen internationalen Meisterschaften von Österreich im Badminton.

## Sieger und Platzierte
| Disziplin    | Gold                                   | Silber                              | Bronze                               |
| ------------ | -------------------------------------- | ----------------------------------- | ------------------------------------ |
| Herreneinzel | Panji Ahmad Maulana                    | Arnaud Merklé                       | Kevin Cordón                         |
| Herreneinzel | Panji Ahmad Maulana                    | Arnaud Merklé                       | Ihsan Maulana Mustofa                |
| Dameneinzel  | Clara Azurmendi                        | Yaëlle Hoyaux                       | Irina Amalie Andersen                |
| Dameneinzel  | Clara Azurmendi                        | Yaëlle Hoyaux                       | Beatriz Corrales                     |
| Herrendoppel | Junaidi Arif Muhammad Haikal           | Lucas Corvée Ronan Labar            | Daniel Hess Johannes Pistorius       |
| Herrendoppel | Junaidi Arif Muhammad Haikal           | Lucas Corvée Ronan Labar            | Mads Pieler Kolding Frederik Søgaard |
| Damendoppel  | Ni Ketut Mahadewi Istarani Serena Kani | Anna Cheong Ching Yik Yap Cheng Wen | Clara Azurmendi Beatriz Corrales     |
| Damendoppel  | Ni Ketut Mahadewi Istarani Serena Kani | Anna Cheong Ching Yik Yap Cheng Wen | Aline Müller Jenjira Stadelmann      |
| Mixed        | Choong Hon Jian Toh Ee Wei             | William Villeger Sharone Bauer      | Beh Chun Meng Cheng Su Hui           |
| Mixed        | Choong Hon Jian Toh Ee Wei             | William Villeger Sharone Bauer      | Emil Hybel Elisa Melgaard            |